# Петшвалд (Вармінсько-Мазурське воєводство)
Петшвалд (пол. Pietrzwałd, нім. Peterswalde) — село в Польщі, у гміні Оструда Острудського повіту Вармінсько-Мазурського воєводства.
Населення — 484 особи (2011).
У 1975-1998 роках село належало до Ольштинського воєводства.

## Демографія
Демографічна структура станом на 31 березня 2011 року:
|          | Загалом | Допрацездатний вік | Працездатний вік | Постпрацездатний вік |
| -------- | ------- | ------------------ | ---------------- | -------------------- |
| Чоловіки | 258     | 74                 | 168              | 16                   |
| Жінки    | 226     | 57                 | 141              | 28                   |
| Разом    | 484     | 131                | 309              | 44                   |